# Amietia fuscigula
Espèce
Synonymes
- Rana fuscigula Dumeril & Bibron, 1841
- Afrana fuscigula (Dumeril & Bibron, 1841)

Statut de conservation UICN

 LC  : Préoccupation mineure
Amietia fuscigula est une espèce d'amphibiens de la famille des Pyxicephalidae.

## Répartition
Cette espèce se rencontre en Afrique du Sud, au Lesotho, dans le sud de la Namibie et au Swaziland,.

## Publication originale
- Duméril & Bibron, 1841 : Erpétologie générale ou Histoire naturelle complète des reptiles, vol. 8 (texte intégral).